# Orthodes bolteri
Orthodes bolteri là một loài bướm đêm trong họ Noctuidae.